# 陰豐
陰豐（？—59年），东汉外戚，汉光武帝皇后阴丽华的侄子，祖父阴陆，伯父原鹿贞侯阴识、宣义恭侯阴䜣、鲷阳翼侯阴兴，父亲阴就。
建武九年（33年）陰豐的祖母邓氏和伯父阴訢被强盗杀害。汉光武帝封阴就为宣恩侯，后来改封新阳侯，阴丰为新阳侯世子。汉光武帝皇女刘绶，建武二十一年（45年）封郦邑公主。嫁给了陰豐。汉明帝永平二年（59年），阴丰和刘绶关系不和，刘绶骄横嫉妒，阴丰也是容易急躁，对事情不能容忍。最后阴丰将刘绶杀死，因此获罪被诛。阴就夫妇应该受到牵连，于是全都自杀。汉明帝以舅氏之故，不极其刑。